# 小行星7364
小行星7364（英語：7364 Otonkucera）是一颗围绕太阳公转的小行星。1996年5月22日，克拉多·克洛维奇在伊斯特拉发现了此天体。
这颗小行星的绝对星等为129.1595185785421等。